# Nouya
Nouya est un souverain d'une partie de la Basse-Égypte pendant la Deuxième Période intermédiaire. Nouya est attesté par un seul sceau-scarabée de provenance inconnue. Sur la base d'une série de sceaux de la Deuxième Période intermédiaire, l'égyptologue danois Kim Ryholt a proposé que Nouya soit un roi de la XIVe dynastie, régnant après Néhésy et avant Mery-ouser-Rê,. En tant que tel, il aurait régné  depuis Avaris sur le delta du Nil oriental et peut-être aussi sur le delta occidental.
Alternativement, les égyptologues Erik Hornung et Elisabeth Staehelin ont lu l'inscription sur le scarabée attribué à Nouya comme étant Khyan, le nom d'un puissant roi Hyksôs de la XVe dynastie. Cette lecture est catégoriquement rejetée par l'égyptologue Darrell D. Baker qui reste cependant prudent quant à l'identité de Nouya.